# Gouverneurs romains de Judée
Cet article recense les gouverneurs de la province romaine de Judée créée en l'an 6 sur une partie du territoire des royaumes hasmonéens et hérodiens. Cette province tire son nom du royaume israélite de Juda (Xe au VIe siècle av. J.-C.). Elle couvre les régions de Judée, de Samarie et d'Idumée.

## Rome et la Judée
L'implication de Rome dans les affaires de la Judée commence en -63 avec la fin de la Troisième guerre de Mithridate, lorsque la Syrie devient une province romaine. Appelé par les deux parties, le général romain Pompée se trouve en position d'arbitre dans la guerre civile opposant les princes hasmonéens Hyrcan II et Aristobule II. À l'issue de l'intervention romaine, la Judée devient un royaume client de Rome sous la direction théorique d'Hyrcan et le pouvoir effectif d'Antipater et de ses fils. L'un d'entre eux, Hérode Ier le Grand est désigné roi par le Sénat romain (déc. -40), puis règne effectivement à partir de -37. Avec le soutien de Rome, celui-ci mène une politique de conquête qui lui permet d'étendre largement son territoire.
À la mort d'Hérode le Grand (-4), son territoire est partagé par Auguste entre trois des fils d'Hérode. Une de ses sœurs Salomé Ire reçoit aussi un territoire (les villes de Javneh, Azotas, Phaesalis) qui devient possession directe de l'empereur après sa mort.
Mais en 6 ap. J.-C., mécontent de sa gestion, l'empereur Auguste destitue Hérode Archélaos, l'exile en Gaule et crée sur le territoire de son ethnarchie, la province impériale de Judée.

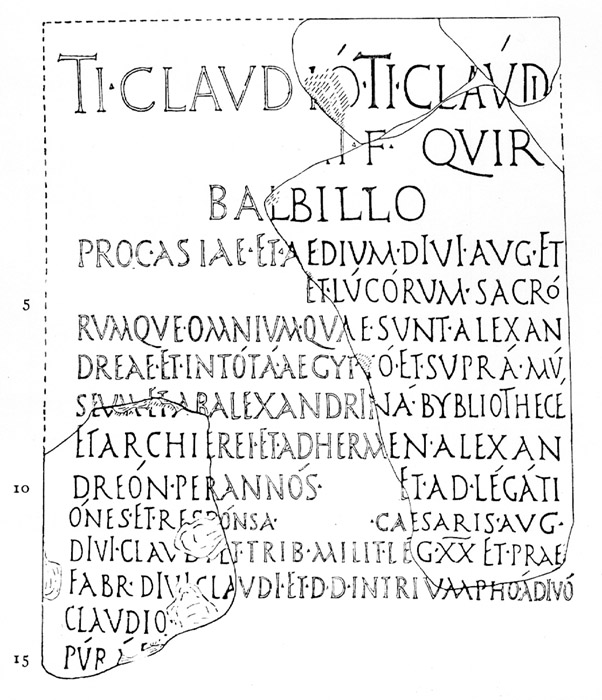
Inscription d'Éphèse donnant la carrière d'un procurateur du règne de Claude

La province romaine de Judée connaît trois grandes révoltes contre Rome (Première Guerre judéo-romaine, Guerre de Kitos, Révolte de Bar Kokhba), à la suite desquelles l'empereur Hadrien fait raser la ville de Jérusalem, la transforme en une ville romaine baptisée Ælia Capitolina et crée la province de Syrie-Palestine.

## Préfets et Procurateurs

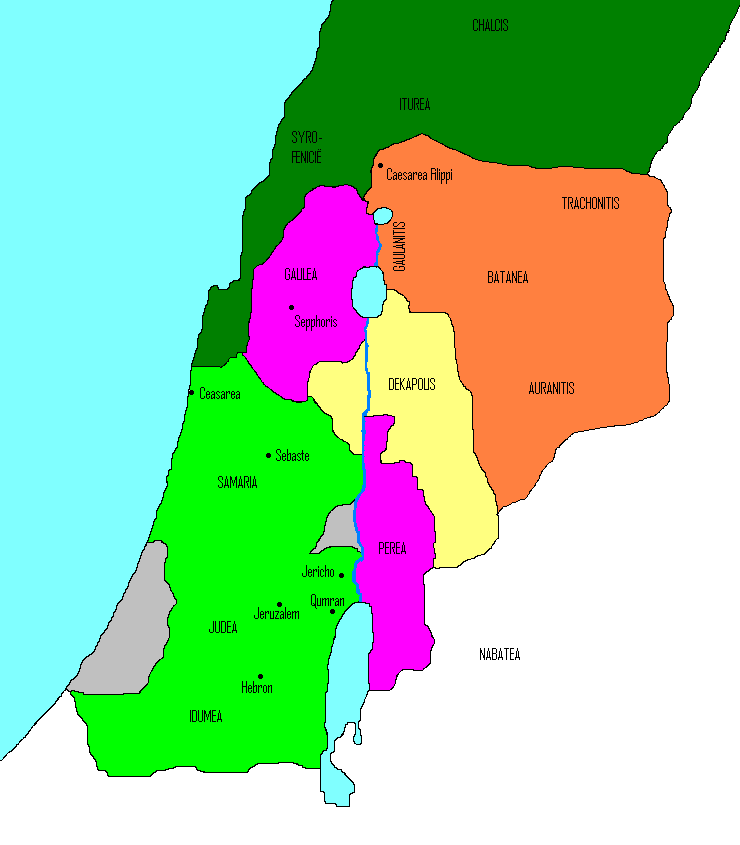
L'ancien royaume d'Hérode Ier le Grand (mort en -4) à l'époque de Ponce Pilate (26 - début 37) :
province romaine de Judée
Territoires sous l'autorité d'Hérode Antipas
Territoires sous l'autorité d'Hérode Philippe
Province romaine de Syrie
Cités autonomes (Decapolis)
Possessions directes de l'empereur romain (villes de Javneh, Azotas, Phaesalis)

- Province romaine de Judée
- Territoires sous l'autorité d'Agrippa II

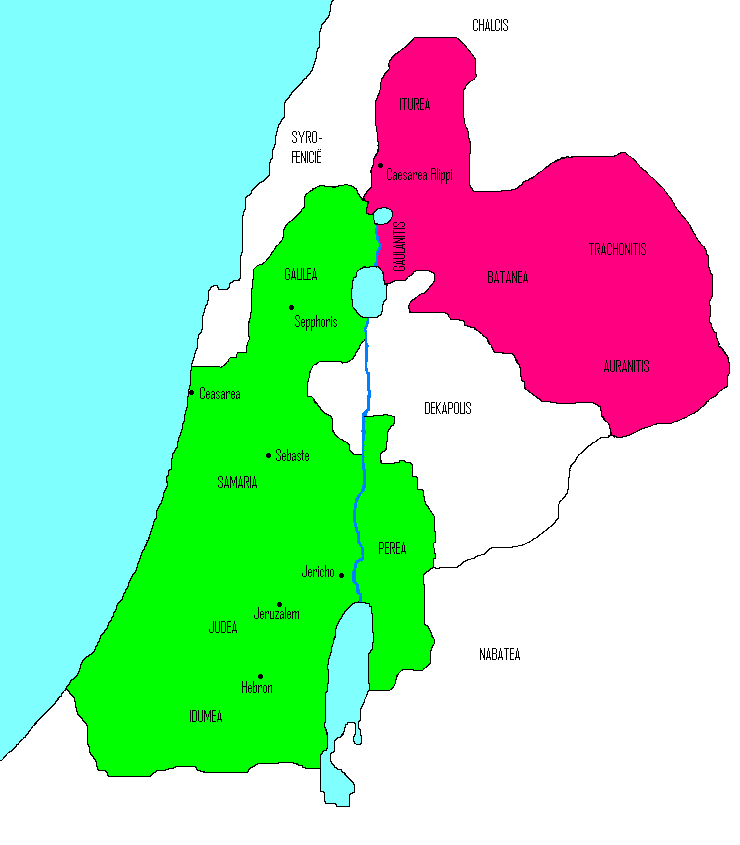
La région Palestine de 53 à 55 avant l'agrandissement des territoires d'Agrippa II
Province romaine de Judée
Territoires sous l'autorité d'Agrippa II
Par la suite le territoire du royaume d'Agrippa II est augmenté des villes de Tibériade, Tarichée (Galilée) et Julias (Pérée) ainsi que de leurs régions. (Les frontières, notamment celles du royaume d'Agrippa, sont approximatives, de même que la position précise de la Batanée, la Gaulanitide, l'Hauranitide, la Trachonitide et l'Iturée)

Probablement à partir des évangiles et au fil des recopies, le titre donné pendant des siècles à Ponce Pilate, le plus célèbre gouverneur romain de Judée, a été procurateur. Depuis, la découverte d'une inscription lithique à Césarée en 1961, où [--NTIVS PILATVS] était qualifié de préfet, a permis de se rendre compte, en réexaminant les textes antiques, que le titre des gouverneurs de province avait changé sous l'empereur Claude. C'est seulement à partir de cet empereur que les gouverneurs de province sont appelés procurateurs, alors que dans les décennies précédentes, ils avaient le titre de préfet.

## Gouverneurs romains de Judée
Les préfets de Judée,
- Coponius (environ 6 à 9)
- Marcus Ambivius (environ 9 – 12)
- Annius Rufus (environ 12 - 14 ou 15[3])
- Valerius Gratus (15 - 26)
- Ponce Pilate (26 - 36 ou début 37)
- Marcellus (36 ou 37)[4], nommé par Lucius Vitellius avec le titre de epimeletes (ἐπιμελητής), « chargé de mission » ou « commissaire ».
- Marullus (37 - 41)[5]
- Agrippa Ier d'abord roi de Trachonitide (v. été 37), puis roi de Judée (41 à 44) et remplissant alors les fonctions des préfets de Judée

Les procurateurs
- Cuspius Fadus (44 – 46)
- Tibérius Alexander (46 – 48)
- Ventidius Cumanus (47 ou 48[3] – 52)[7]
- Antonius Felix (52 – 60) ; préalablement gouverneur de la seule Samarie depuis une date inconnue
- Porcius Festus (60 – 62)
- Lucceius Albinus (62 – 64)
- Gessius Florus (automne 64 ou printemps 65-66)

[Début de la Grande révolte]
- Marcus Antonius Julianus (66 ?– 70)

Les légats romains
- Sextus Vettulenus Cérialis (70 - 71)
- Lucilius Bassus 71–72
- Lucius Flavius Silva 72–81
- M. Salvidenus 80–85
- Cnaeus Pompeius Longinus c.86
- Sextus Hermetidius Campanus c.93
- Inconnu c. 93–102
- Caius Iulius Quadratus Bassus 102–104
- Quintus Pompeius Falco 105–107
- Tiberianus 114–117
- Lusius Quietus 117-120
- Lucius Cossonius Gallus 120
- Quintus Tinneius Rufus 132–135
- Sextus Julius Severus c.135